# Roger Ascham

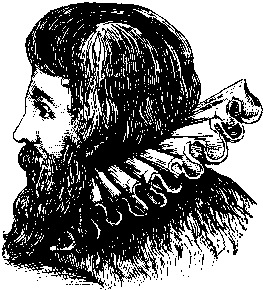
Roger Ascham.

Roger Ascham (1515, Kirby Wiske, North Yorkshire - 30 de diciembre de 1568, Londres) fue un escritor, intelectual y humanista inglés.
Ingresó a la Universidad de Cambridge a la edad de 14 años, donde estudió el idioma griego. Entre 1548 y 1550, se convirtió en el maestro de la reina Isabel I en griego y latín, continuando a su servicio después de que ella subió al trono. 
Su escrito más conocido es The Scholemaster de 1570, editado póstumamente y en el cual aborda la psicología del aprendizaje, la educación integral y la personalidad moral e intelectualmente idónea que la enseñanza debe moldear.
Su escrito Toxophilus de 1545 es una obra que detalla los usos y costumbres de la arquería medieval inglesa, algunos arqueros tradicionales consideran su contribución como piedra angular en la documentación del arte del tiro con arco. 
- Datos: Q965811
- Multimedia: Roger Ascham / Q965811